# Landgericht Nauheim
Das Landgericht Nauheim war von 1867 bis 1879 ein Landgericht des Großherzogtums Hessen.

## Gründung
Nach dem Krieg und dem Friedensvertrag vom 3. September 1866 zwischen dem Großherzogtum und dem Königreich Preußen erhielt das Großherzogtum das Gebiet des bis dahin kurhessischen Gerichtsbezirks Nauheim. Nach einer kurzen Interimsphase, in der das Landgericht Friedberg die bisherigen Funktionen des Justizamtes Nauheim wahrnahm, wurde das „Justizamt Nauheim“ zum 20. Januar 1867 in Großherzogliches Landgericht Nauheim umbenannt und sein Gerichtsbezirk zugleich um einige umliegende Ortschaften erweitert (siehe: Übersicht). „Landgericht“ war im Großherzogtum Hessen von 1821 bis 1879 die Bezeichnung für Gerichte der ordentlichen Gerichtsbarkeit erster Instanz.

## Ende
Mit dem Gerichtsverfassungsgesetz von 1877 wurden Organisation und Bezeichnungen der Gerichte reichsweit vereinheitlicht. Zum 1. Oktober 1879 hob das Großherzogtum Hessen deshalb die Landgerichte auf. Funktional ersetzt wurden sie durch Amtsgerichte. So ersetzte nun das Amtsgericht Nauheim das Landgericht Nauheim. Das Amtsgericht Nauheim wurde dem Bezirk des (zweitinstanzlichen) Landgerichts Gießen zugeordnet.

## Bezirk

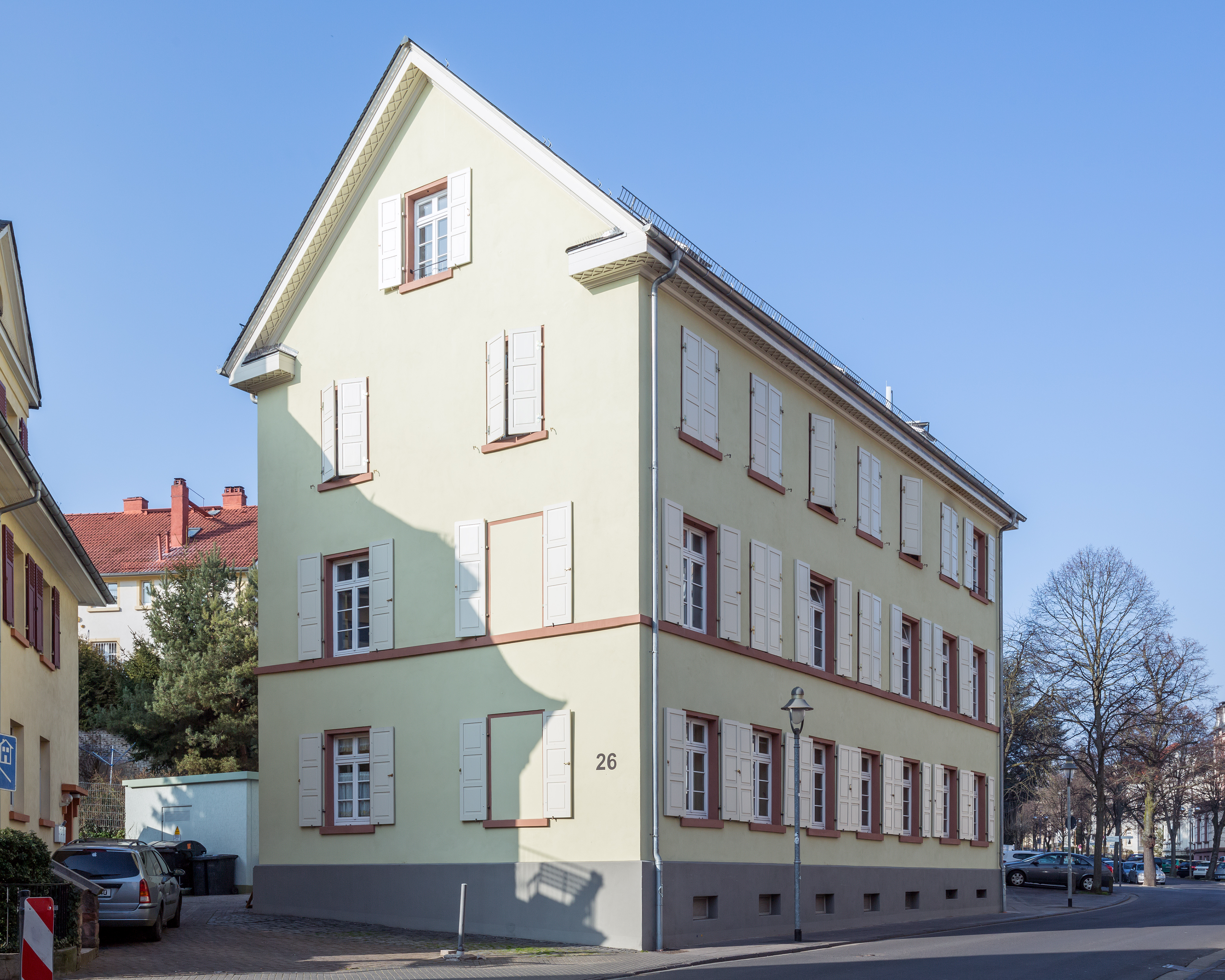
Ehemaliges Amtsgerichtsgebäude

| Gemeinde      | Herkunft              | Zugang | Abgang | Verbleib            |
| ------------- | --------------------- | ------ | ------ | ------------------- |
| Dorheim       | Justizamt Nauheim     | 1867   | 1879   | Amtsgericht Nauheim |
| Nauheim       | Justizamt Nauheim     | 1867   | 1879   | Amtsgericht Nauheim |
| Nieder-Mörlen | Landgericht Friedberg | 1867   | 1879   | Amtsgericht Nauheim |
| Ober-Mörlen   | Landgericht Friedberg | 1867   | 1879   | Amtsgericht Nauheim |
| Rödgen        | Justizamt Nauheim     | 1866   | 1879   | Amtsgericht Nauheim |
| Schwalheim    | Justizamt Nauheim     | 1866   | 1879   | Amtsgericht Nauheim |
| Wisselsheim   | Landgericht Friedberg | 1867   | 1879   | Amtsgericht Nauheim |

## Gerichtsgebäude
Seinen Sitz hatte das Landgericht in dem Gerichtsgebäude, das 1847 anlässlich der Verlegung des Justizamtes Dorheim nach (Bad) Nauheim errichtet worden war. Auch das dem Landgericht in der Zuständigkeit für die Rechtsprechung erster Instanz 1879 folgende Amtsgericht Nauheim nutzte es weiter. Es ist erhalten und heute ein Kulturdenkmal aus geschichtlichen Gründen aufgrund des Hessischen Denkmalschutzgesetzes. Der dreigeschossige Massivbau hat ein Satteldach. Das Haus steht mit sieben Fensterachsen traufseitig zur Straße. Es ist nur spärlich durch einen Sockel, ein umlaufendes Brüstungsgesims im ersten Obergeschoss und das Traufgesims gegliedert.